# 遠賀
遠賀（おんが）とは、福岡県北東部にある地名。遠賀地方とも呼ばれる。範囲は中間市と遠賀郡（水巻町、遠賀町、岡垣町、芦屋町）の4町。

## 由来
日本書紀にある「岡県」（おかがた）、「崗之水門」（おかみなと）や、万葉集に詠まれた「岡の水門」（おかのみなと）などが由来と考えられ、その後奈良時代に、「岡」から「乎加」「塢餉」「遠賀」などと変化し、さらに時代を経て詠み方が「おか」から「おんが」に変わった。

## 「遠賀」を冠する地名・駅名など
- 福岡県遠賀郡。かつては現在の北九州市戸畑区の一部と若松区、八幡東区、八幡西区の全区域、および中間市の全市域も同郡に属していた。
- 同郡にある遠賀町、および同町にある遠賀川駅
- 同郡内を含む福岡県内を流れる一級河川、遠賀川
- 福岡県直方市にある筑豊電気鉄道の遠賀野駅